# Омикур
Омику́р (фр. Omicourt) — коммуна во Франции, находится в регионе Шампань — Арденны. Департамент — Арденны. Входит в состав кантона Флиз. Округ коммуны — Шарлевиль-Мезьер.
Код INSEE коммуны — 08334.
Коммуна расположена приблизительно в 200 км к северо-востоку от Парижа, в 85 км северо-восточнее Шалон-ан-Шампани, в 18 км к юго-западу от Шарлевиль-Мезьера.

## Население
Население коммуны на 2008 год составляло 51 человек.
| 1962 | 1968 | 1975 | 1982 | 1990 | 1999 | 2008 |
| ---- | ---- | ---- | ---- | ---- | ---- | ---- |
| 39   | 47   | 26   | 26   | 27   | 34   | 51   |

## Экономика
В 2007 году среди 36 человек в трудоспособном возрасте (15—64 лет) 27 были экономически активными, 9 — неактивными (показатель активности — 75,0 %, в 1999 году было 85,0 %). Из 27 активных работали 25 человек (14 мужчин и 11 женщин), безработных было 2 (1 мужчина и 1 женщина). Среди 9 неактивных 7 человек были учениками или студентами, 0 — пенсионерами, 2 были неактивными по другим причинам.

## Достопримечательности
- Церковь XII века
- Арденнский канал

## Фотогалерея

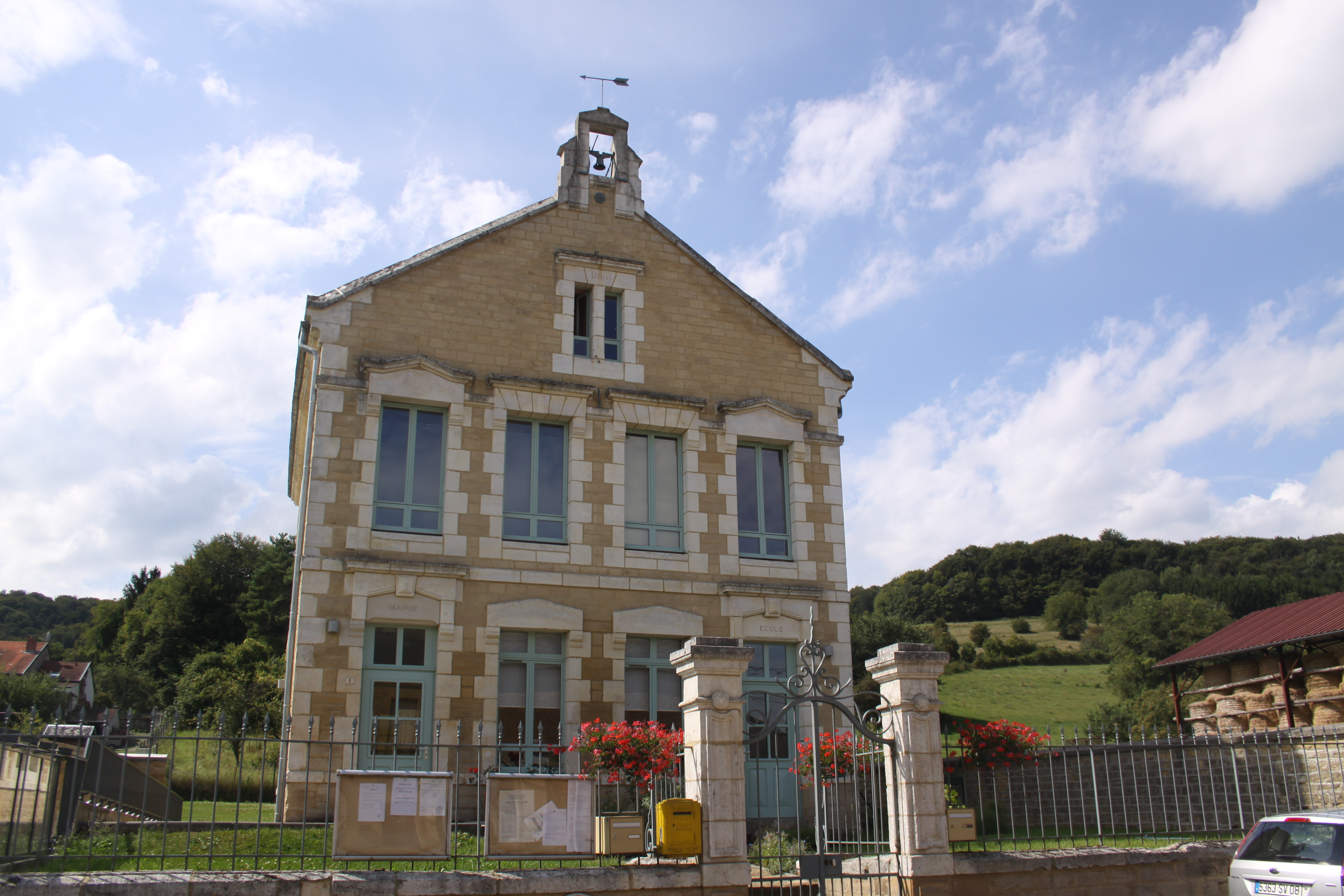
Мэрия
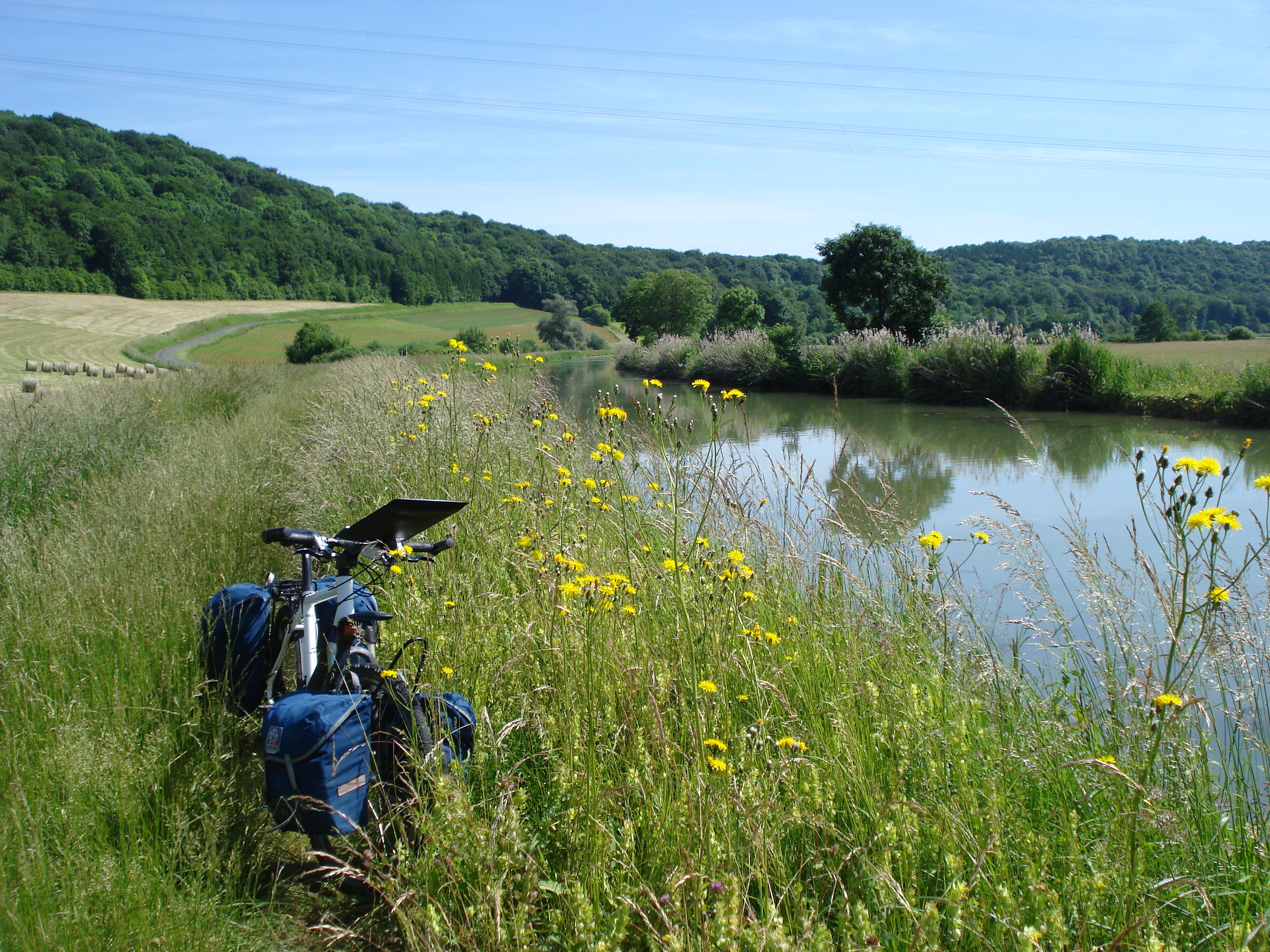
Арденнский канал
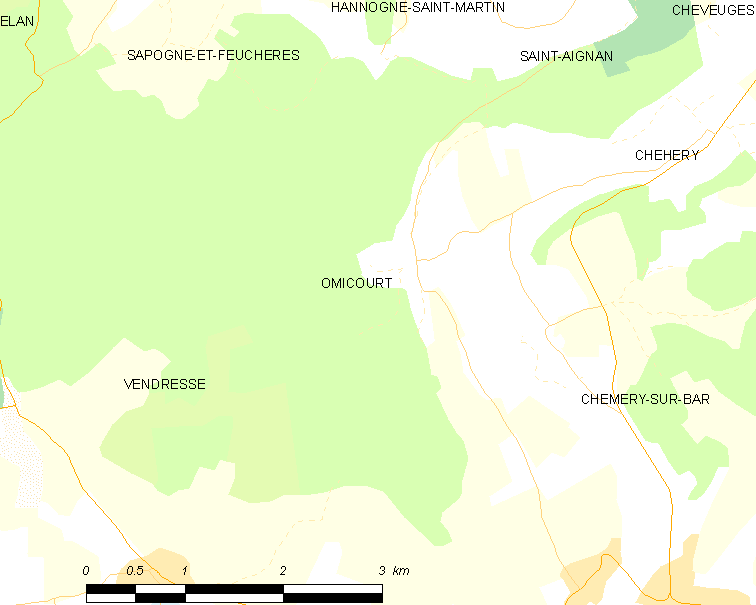
Карта коммуны